# Copa RS de Futebol Americano
A Copa RS de Futebol Americano é uma competição de Futebol Americano disputada no Rio Grande do Sul. Foi disputada pela primeira vez em 2016 e o Santa Maria Soldiers sagrou-se o primeiro campeão ao derrotar o Bento Gonçalves Snakes no Estádio Cristo Rei em São Leopoldo.

## Histórico
A competição foi criada em 2016, com o intuito de manter ativas as equipes do Rio Grande do Sul que não disputam nenhuma competição nacional ou regional, preenchendo o segundo semestre da temporada. A competição ainda oportuniza a entrada do time B de equipes mais experientes, dando ritmo para atletas mais jovens. A equipe do Santa Maria Soldiers venceu com facilidade o Bento Gonçalves Snakes e conquistou a primeira edição, ambas as equipes dividiam suas atenções também com a Liga Nacional e montaram seus times com jogadores jovens e pouco utilizados no time principal.
Em 2017, a Federação Gaúcha ampliou a competição abrindo a disputa para quatro diferentes categorias. Diferentemente da primeira temporada, o campeonato de 2017 foi dividido em quatro níveis: Full pad (Disputa principal para times novatos e que não disputam outras competições no segundo semestre), Full pad desenvolvimento (times em desenvolvimento de equipes que disputam outros campeonatos no semestre) e Flag masculino e Flag feminino. No final do ano, as equipes das duas competições Full pads se encontrarão em partidas amistosas, realizando jogos de caráter festivo no encerramento das competições de futebol americano no Estado em 2017.

## Resultados
| Ano  | COPA RS DE FUTEBOL AMERICANO | COPA RS DE FUTEBOL AMERICANO | COPA RS DE FUTEBOL AMERICANO | COPA RS DE FUTEBOL AMERICANO | COPA RS DE FUTEBOL AMERICANO | COPA RS DE FUTEBOL AMERICANO | COPA RS DE FUTEBOL AMERICANO | COPA RS DE FUTEBOL AMERICANO | COPA RS DE FUTEBOL AMERICANO |
| Ano  | Campeão                      | Res                          | Vice-campeão                 | Terceiro                     | Res                          | Quarto                       | Part.                        | Resultados                   | Ref.                         |
| ---- | ---------------------------- | ---------------------------- | ---------------------------- | ---------------------------- | ---------------------------- | ---------------------------- | ---------------------------- | ---------------------------- | ---------------------------- |
| 2016 | Santa Maria Soldiers         | 43 – 06                      | Bento Gonçalves Snakes       | Bulldogs FA                  | 09 – 07                      | São Leopoldo Mustangs        | 4                            | Resultados                   | [ 1 ]                        |
| 2017 | Bulldogs FA                  | 07 – 00                      | Porto Alegre Warriors        | Carlos Barbosa Ximangos      | 50 – 06                      | Viamão Raptors               | 4                            | Resultados                   | [ 6 ]                        |
| 2018 | Cruzeiro Lions               | 18 – 07                      | Carlos Barbosa Ximangos      | Buriers Football             | ND                           | Erechim Corados              | 4                            | Resultados                   | [ 7 ]                        |
| 2019 | Carlos Barbosa Ximangos      | 38 – 00                      | Gravataí Spartans            | Ijuí Drones                  | ND                           | –                            | 3                            | Resultados                   | [ 8 ]                        |

## Títulos por equipe
| Equipe                  | Títulos  | Vice-campeonatos |
| ----------------------- | -------- | ---------------- |
| Carlos Barbosa Ximangos | 1 (2019) | 1 (2018)         |
| Cruzeiro Lions          | 1 (2018) |                  |
| Bulldogs FA             | 1 (2017) |                  |
| Santa Maria Soldiers    | 1 (2016) |                  |
| Gravataí Spartans       |          | 1 (2019)         |
| Porto Alegre Warriors   |          | 1 (2017)         |
| Bento Gonçalves Snakes  |          | 1 (2016)         |